# جولبة (السبرة)

تعديل مصدري - تعديل

جولبة محلة تابعة لقرية بيت العداش، التابعة لعزلة بلادالشعيبي العليا بمديرية السبرة إحدى مديريات محافظة إب في الجمهورية اليمنية.، بلغ تعداد سكانها 107 حسب تعداد اليمن لعام 2004.